# Rogadius asper
Rogadius asper är en fiskart som först beskrevs av Cuvier 1829.  Rogadius asper ingår i släktet Rogadius och familjen Platycephalidae. Inga underarter finns listade i Catalogue of Life.